# Campeonato Argentino de Futebol de Areia
O AFA Beach Soccer Championship, conhecido como Campeonato Argentino de Futebol de Areia, é um torneio de futebol de areia organizado pela AFA. É formado por uma única divisão, com equipes convidadas devido à sua criação recente. Esta liga é considerada a categoria mais alta da Argentina , embora inclua somente os clubes da Cidade de Buenos Aires, sua área metropolitana, embora o Conselho Federal da AFA, organize uma zona extra para equipes do interior do país.

## História
A liga de futebol de praia na Argentina começou em outubro de 2016 como a concretização de um desejo antigo e com o apoio externo da AFA, apesar de ser uma liga paralela, a pedido da FIFA, que pretende apoiar iniciativas de futebol praia em todas as suas associações. Deportivo Provincial, eventualmente, foi o primeiro campeão do torneio ao vencer a equipe do Argentino de Rosario, por 11-9, ficando primeiro do grupo e faturando o título.
O campus da Acassuso cumpriu um sonho histórico da instituição. El Quemero venceu o Campeonato argentino. A equipe jogou a final em Lobos contra o atual campeão Deportivo Provincial, venceu por 5-4 na decisão.
Acassuso foi campeão da primeira edição de pontos corridos, organizada pela AFA e garantiu o seu passaporte para disputa da Copa Libertadores de 2019, porque os campeões do Apertura e Clausura (se não repetir o acassuso título) irá desempenhar um jogo final para definir o representante argentino no torneio continental, o torneio será em 2019, baseado em Assunção,Paraguai.

## Resultados

### Grupos e MATA-MATA
| Temporada | Campeão              | Vice-campeão | Terceiro colocado    | Quarto colocado |
| --------- | -------------------- | ------------ | -------------------- | --------------- |
| 2017      | Deportivo Provincial | Furacão      | Argentino de Rosario | Ituzaingó       |

| Temporada | Campeão  | Placar | Vice-campeão         | Terceiro colocado    | Quarto colocado   |
| --------- | -------- | ------ | -------------------- | -------------------- | ----------------- |
| 2018      | Acassuso | 5 – 4  | Deportivo Provincial | Argentino de Rosario | Buenos Aires City |

### Pontos corridos
| Temporada | Campeão  | Vice-campeão    | Terceiro colocado    | Quarto colocado |
| --------- | -------- | --------------- | -------------------- | --------------- |
| 2019      | Acassuso | Rosario Central | Deportivo Provincial | Furacão         |

## Títulos

### Por equipe
| Clubes               | Campeão | Vice | Terceiro | Quarto |
| -------------------- | ------- | ---- | -------- | ------ |
| Acassuso             | 2       | 0    | 0        | 0      |
| Deportivo Provincial | 1       | 1    | 1        | 0      |
| Furacão              | 0       | 1    | 0        | 1      |
| Rosario Central      | 0       | 1    | 0        | 0      |
| Argentino de Rosario | 0       | 0    | 2        | 0      |
| Ituzaingó            | 0       | 0    | 0        | 1      |
| Buenos Aires City    | 0       | 0    | 0        | 1      |